# Ouratea pyrifera
Ouratea pyrifera är en tvåhjärtbladig växtart som beskrevs av José Cuatrecasas. Ouratea pyrifera ingår i släktet Ouratea och familjen Ochnaceae. Inga underarter finns listade i Catalogue of Life.